# The Gifted (album)
| Recensione | Giudizio |
| ---------- | -------- |
| AllMusic   |          |

The Gifted è il terzo album discografico in studio del rapper statunitense Wale, pubblicato nel 2013.

## Il disco
Il disco è stato pubblicato il 24 giugno 2013 da Maybach Music Group e Atlantic Records.
All'album hanno contribuito diversi artisti della scena hip hop e non solo come Meek Mill, Cee Lo Green, Yo Gotti, Lyfe Jennings, Nicki Minaj, Ne-Yo, Juicy J, Rihanna, Rick Ross, Wiz Khalifa, 2 Chainz, French Montana, Dom Kennedy e altri.
Quattro sono stati i brani estratti dal disco e pubblicati come singoli: Bad (5 febbraio 2013), LoveHate Thing (maggio 2013), Bad (Remix) (giugno 2013) e Clappers (settembre 2013).
Per quanto riguarda le vendite, il disco ha debuttato direttamente alla posizione #1 della classifica Billboard 200.

## Tracce
1. The Curse of the Gifted – 4:31
2. LoveHate Thing (feat. Sam Dew) – 4:27
3. Sunshine – 3:44
4. Heaven's Afternoon (feat. Meek Mill) – 4:41
5. Golden Salvation (Jesus Piece) – 3:40
6. Vanity – 4:38
7. Gullible (feat. Cee Lo Green) – 4:42
8. Bricks (feat. Yo Gotti & Lyfe Jennings) – 4:42
9. Clappers (feat. Nicki Minaj & Juicy J) – 5:16
10. Bad (Remix) (feat. Rihanna) – 3:58
11. Tired of Dreaming (feat. Ne-Yo & Rick Ross) – 3:54
12. Rotation (feat. Wiz Khalifa & 2 Chainz) – 5:00
13. Simple Man – 3:12
14. 88 – 4:42
15. Black Heroes / Outro About Nothing (feat. Jerry Seinfeld) – 4:40
16. Bad (feat. Tiara Thomas) – 4:15

Bonus tracks edizione Target
1. Back 2 Ballin (feat. French Montana) – 3:22
2. MFS (feat. Fat Trel) – 4:55
3. Hella (feat. Dom Kennedy & YG) – 4:21
4. One Eye Kitten (Remix) (feat. Webbie, Problem & Black Cobain) – 4:00

## Classifiche
| Classifica (2013) | Posizione raggiunta |
| ----------------- | ------------------- |
| Canada            | 10                  |
| Stati Uniti       | 1                   |